# Bhatiahamus flabellatus
Bhatiahamus flabellatus is een halfvleugelig insect uit de familie dwergcicaden (Cicadellidae). De wetenschappelijke naam van de soort is voor het eerst geldig gepubliceerd in 2006 door Shang en Shen als Bhatia flabellatus.